# Bojan Cvetrežnik
Bojan Cvetrežnik, slovenski violinist, * 11. junij 1971,  Maribor.
akademski glasbenik, violist, ki se je delal kot solo-violist orkestra Ljubljanske opere, profesor na srednji glasbeni šoli v Mariboru, predavatelj jazz improvizacije za godala na  Akademiji za glasbo v Ljubljani, kot solo violinist v kanadskem artističnem gledališču ‘Cirque du Soleil’... Najbolj je predan svobodni poti radovednega raziskovanja prostranstev glasbenih svetov. Lahko bi rekli, da je poklicni pobudnik novih idej in spodbujevalec poguma za svobodno pot mladih. Je soustanovitelj skupine Terrafolk (BBC World music award) Društva za Eno glasbo, Salona za Eno glasbo. Je ustanovitelj Simboličnega orkestra, European Symbolic Orchestra, Amnesty tria, glasbenih izobraževanj Godakanje. Bojan Cvetrežnik je tudi izumitelj didaktičnih iger, ki želijo dokazati, da glasbena teorija ni težka. Nekaj imen, s katerimi je sodeloval: Šemsudin Džopa, Neil Innes, Sašo Vollmaier, Vinko Globokar, Danijel Černe, Izidor Leitinger, Marko Črnčec, Arvid Engegard, Klemen Bračko, Knud Lundquist, Milko Lazar, Vladko Stefanovski, Matija Solce,Tommy Emanuel, Tilen Stepišnik, Kristijan Krajnčan… Kot umetniški vodja je vodil projekte skupine Terrafolk s Jensko filharmonijo in s Simfoniki RTV Slovenije. Nastopil je tudi kot solist z Big Bandom RTV Slovenije. Od leta 2012 dela veliko kot pedagog in vodja glasbenih delavnic in strokovnih kurzov.